# Bomarea dulcis
Bomarea dulcis là một loài thực vật có hoa trong họ Alstroemeriaceae. Loài này được (Hook.) Beauverd miêu tả khoa học đầu tiên năm 1922.